# Danelle Umstead
Danelle Umstead (Taos, 15 febbraio 1972) è un'ex sciatrice alpina statunitense ipovedente, vincitrice per gli Stati Uniti di tre medaglie di bronzo alle Paralimpiadi, di due argenti e due bronzi ai Campionati mondiali.

## Biografia
Umstead ha iniziato per la prima volta lo sci adattivo nel Nuovo Messico, nel 2001. Successivamente, il padre che faceva da guida, le ha fatto conoscere lo sci alpino.
Si è diplomata nel 1990 alla Plano High School, nel Texas ed ha iniziato la carriera nel club National Ability Center, allenata da Erik Leirfallom.
Ha una malattia genetica agli occhi chiamata retinite pigmentosa. Risiede a Park City, nello Utah. Sposata con Rob, hanno un figlio Brocton.

## Carriera
Fa parte della squadra nazionale statunitense partecipante alle Paralimpiadi. Ha gareggiato nello slalom femminile, slalom gigante, discesa libera, super-G e combinata alle Paralimpiadi invernali del 2010 a Vancouver. Insieme a suo marito Rob Umstead, come guida vedente, ha vinto la medaglia di bronzo nella discesa libera e nella combinata. Nella gara supergigante si è classificata al 4º posto ed è stata all'8º posto nello slalom gigante.
Ha successivamente gareggiato alle Paralimpiadi Invernali 2014 a Soči, vincendo una medaglia di bronzo nella supercombinata, classificandosi quarta nel super-G e slalom e quinta nella discesa libera. 
Alle Paralimpiadi Invernali 2018 a Pyeongchang ha gareggiato in tutte le specialità: discesa libera, slalom, slalom gigante (8º posto), super-G (6º posto) e supercombinata (8º posto).
Si è piazzata al 13º posto nello slalom gigante ai Giochi paralimpici invernali di Pechino 2022.
Il 12 settembre 2018, Umstead è stata presentata come una delle celebrità partecipanti alla stagione 27 dello show Dancing with the Stars. Il suo partner è stato il ballerino professionista Artem Chigvintsev.

## Palmarès

### Paralimpiadi
- 3 medaglie:
  - 3 bronzi (discesa libera e supercombinata a Vancouver 2010; supercombinata a Soči 2014)

### Mondiali
- 4 medaglie:
  - 2 argenti (discesa libera e supergigante a Vail/Beaver Creek 2015)
  - 2 bronzi (supercombinata a Vail/Beaver Creek 2015; supergigante a Tarvisio 2017)